# Wolffiella lingulata
Wolffiella lingulata är en kallaväxtart som först beskrevs av Christoph Friedrich Hegelmaier, och fick sitt nu gällande namn av Christoph Friedrich Hegelmaier. Wolffiella lingulata ingår i släktet Wolffiella och familjen kallaväxter. Inga underarter finns listade.